# Гръдноключичносисовиден мускул
Гръдноключичносисовидният мускул (Musculus sternocleidomastoideus) е най-големият шиен мускул, който се разполага непосредствено под платизмата. Той започва от предната повърхност на гръдната кост, насочва се косо нагоре, и в горния край се залавя чрез късо сухожилие за сисовидния израстък на слепоочната кост.
Чрез двустранно съкращаване на мускула шията се навежда напред, а главата назад. При едностранно съкращаване на мускула, главата се навежда към съкращаващия се мускул и я извива на противоположната страна. Този мускул още се нарича мускул на позата.